# Europese weg 592
De Europese weg 592 of E592 is een Europese weg die loopt van Krasnodar in Rusland naar Djoubga in Rusland.

## Algemeen
De Europese weg 592 is een Klasse B-verbindingsweg en verbindt het Russische Krasnodar met het Russische Djoubga en komt hiermee op een afstand van ongeveer 120 kilometer. De route is door de UNECE als volgt vastgelegd: Krasnodar - Djoubga.